# Joseph Cottle
Joseph Cottle, né en 1770 probablement dans le Gloucestershire et mort le 7 juin 1853 à Bristol, est un éditeur et auteur anglais.
Joseph Cottle démarre son activité à Bristol. Il publie les œuvres de Samuel Taylor Coleridge et de Robert Southey avec des conditions avantageuses. Il écrit ensuite dans ses Early Recollections une exposition de Coleridge qui, à l'époque, est sévèrement critiquée et généralement condamnée.

## Biographie
Joseph Cottle naît en 1770 probablement dans le Gloucestershire. Il est le frère d'Amos Simon Cottle (en). Mais contrairement à lui, il ne reçoit pas d'éducation classique ; il est pendant deux ans à l'école de Richard Henderson. Richard lui conseille de devenir libraire. Joseph s'installe en 1791. En 1794, il fait, par l'intermédiaire de Robert Lovell, la connaissance de Samuel Taylor Coleridge et de Southey, alors à Bristol et se prépare à l'émigration en Amérique. Samuel Taylor Coleridge se voit offrir à Londres six guinées pour les droits d'auteur de ses poèmes, mais Joseph Cottle en offre trente, et la même somme à Southey, proposant également de donner ces cinquante dernières guinées pour sa Jeanne d'Arc, qu'il publierait in quarto, permettant ainsi à l'auteur d'en avoir cinquante exemplaires pour lui. Il aide également à organiser les conférences données au nom de la pantisocratie. Il facilite le mariage de Samuel Taylor Coleridge en lui promettant une guinée et demie pour chaque centaine de lignes de poésie qu'il pourrait produire après l'achèvement du volume déjà contracté. Celui-ci paraît finalement en avril 1796. Jeanne d'Arc est publiée la même année.
Joseph Cottle entreprend ensuite la publication du périodique de Samuel Taylor Coleridge, The Watchman, dont les frais sont principalement pris en charge par lui. Peu de temps après, Samuel Taylor le présente à William Wordsworth, et cette relation aboutit à la publication des Lyrical Ballads des deux poètes à l'automne 1798. L'année suivante, Joseph Cottle se retire de son activité de libraire.
Sa relation avec Samuel Taylor Coleridge est interrompue par le départ de ce dernier du Somersetshire. En 1814 et 1815, alors que Samuel Taylor est au plus bas en raison de sa dépendance à l'opium, Joseph Cottle lui adresse quelques reproches bien intentionnées. Un peu plus tard, dans sa Biographia Literaria, Samuel Taylor Coleridge fait allusion à Joseph Cottle comme étant «un ami dont je n'ai jamais reçu de conseils qui n'étaient pas sages, ou une remontrance qui n'était pas douce et affectueuse». Joseph Cottle meurt le 7 juin 1853 à Fairfield House à Bristol.

## Œuvres
Il a produit plusieurs volumes de son propre chef. Malvern Hills a été publié en 1798, John the Baptist, a Poem, en 1801, Alfred, an Epic Poem, la même année, The Fall of Cambria en 1809, Messiah en 1815. Ces œuvres l'expose aux sarcasmes de Lord Byron.
Malgré les remontrances les plus fortes de Thomas Poole et de James Gillman, la vanité et l'autosatisfaction ont amené Cottle, dans ses Early Recollections, chiefly relating to Samuel Taylor Coleridge (1837), non seulement à énumérer toutes ses petites générosités envers Coleridge et Southey, mais aussi à entrer dans les détails douloureux de l'engouement de Coleridge pour l'opium, en imprimant ses propres lettres et les réponses. « La confusion dans les Recollections de Cottle est plus grande que ce que l'on pourrait croire », a déclaré Southey. On peut ajouter que le livre est très imprécis dans ses dates et que les documents cités sont sérieusement déformés. Répréhensible et en partie absurde, il n'est cependant nullement ennuyeux, et outre ses curieux et précieux détails sur les débuts de la carrière littéraire de Robert Lovell et William Gilbert. Il contient des portraits de jeunesse de Coleridge, Southey, Wordsworth et Charles Lamb. Une deuxième édition, avec quelques modifications et ajouts, a été publiée en 1847 sous le titre Reminiscences of Coleridge and Southey.
L'annexe de la quatrième édition de son ouvrage Malvern Hills (1829) contient plusieurs essais en prose, dont un compte rendu de son tuteur Henderson, une discussion sur l'authenticité des poèmes de Rowley et une description des grottes d'Oreston, près de Plymouth, et des fossiles qui si trouvent. Sa correspondance avec Joseph Haslewood (en) sur les manuscrits de Rowley est conservée au British Museum.